# Napoleão Valadares
Napoleão Valadares (São Romão, 6 de fevereiro de 1946) é romancista, contista e cronista brasileiro.

## Biografia
Depois de frequentar escolas rurais, estudou no Grupo Escolar Major Saint-Clair, em Arinos (MG). Mudou-se com a família para Formosa (GO), completando o curso primário na Escola Paroquial Nossa Senhora da Conceição, que funcionava no Ginásio Arquidiocesano do Planalto. De 1962 a 1965, fez o curso ginasial no Ginásio São João, da cidade são-franciscana de Januária (MG). Em Brasília, cursou o científico no Centro de Ensino Médio Elefante Branco e ingressou na UnB (Universidade de Brasília), onde fez o curso de Direito, colando grau em 20 de dezembro de 1972.
Quando universitário, fundou, com alguns colegas, o periódico Correio do Vale, que circulou nas cidades de Arinos e Buritis, em Minas Gerais. Um dos fundadores e presidente da Associação dos Urucuianos em Brasília, que fez editar o Jornal do Urucuia. Presidiu também a Associação Nacional de Escritores.
Exerceu os cargos de Assistente Jurídico da União, Diretor de Secretaria da Justiça Federal, Assessor de Juiz do Tribunal Regional Federal da 1ª Região e Advogado da União.
Pertence à Academia Brasiliense de Letras, à Associação Nacional de Escritores, ao Instituto Histórico e Geográfico do Distrito Federal, à Academia de Letras do Brasil, à Academia de Letras, Ciências e Artes do São Francisco.
Premiado no Concurso Petrobras de Literatura, no Concurso de Contos Cidade de Cataguases, no Concurso de Contos Cyro dos Anjos (Academia Montesclarense de Letras), entre outros.

## Obra publicada
- Os Personagens de Grande Sertão: Veredas, 1982;
- Planalto em Poesia (organização e participação), 1987;
- Contos Correntes (organização e participação), 1988;
- Urucuia (romance), 1990;
- Dicionário de Escritores de Brasília, 1994;
- Resposta às Cartas Chilenas, 1998;
- De Gregório a Drummond (organização), 1999;
- Remanso (romance), 2000;
- Pensamentos da Literatura Brasileira, 2002;
- Chuvisco (haicais), 2003;
- Antologia de Haicais Brasileiros (organização e participação), 2003;
- Descendentes de Pedro Cordeiro, 2004;
- Campos Gerais (contos), 2004;
- Instituto Histórico e Geográfico do Distrito Federal – Patronos (organização e participação), 2007;
- Passagens da Minha Aldeia (crônicas), 2007;
- Delírio Lírico (poema), 2008;
- Vida Literária (teatro), 2009;
- Animal Político (teatro), 2009;
- Estesia (triolés), 2010;
- Lembranças (memórias), 2011;
- Romanos (teatro), 2012;
- História de Arinos, 2013;
- Do Sertão, 2016;
- Nomes, 2017.

## Antologia
- Antologia de Contos Alberto Renart, São José dos Campos: JAC, 1994;
- Cronistas de Brasília, vol. I, org. de Aglaia Souza, Brasília: Regional, 1995;
- De Mãos Dadas, Acad. Montesclarense de Letras, Belo Horizonte: Cuatiara, 1995;
- O Prazer da Leitura, org. de Jacinto Guerra, Brasília: Thesaurus, 1997;
- Poesia de Brasília, org. de Joanyr de Oliveira, Rio de Janeiro: Sette Letras, 1998;
- Poetas Mineiros em Brasília, org. de Ronaldo Cagiano, Brasília: Varanda, 2002;
- Antologia Literária – Aclecia, Montes Claros: Edibraz, 2003;
- Antologia do Conto Brasiliense, org. de Ronaldo Cagiano, Brasília: Projecto, 2004;
- Chuva de Poesias, Cores e Notas, org. de Sônia Ferreira, Brasília: Ideal, 2005;
- Todas as Gerações, org. de Ronaldo Cagiano, Brasília: LGE, 2006.